# Parcs et jardins publics à Dijon
Cet article est une liste des parcs, jardins publics et espaces verts de Dijon, en Côte-d'Or.

## Liste des parcs et jardins de Dijon
| Parc ou jardin                           | Description                                                                          | Surface (ha) | Adresse | Monuments                                                                                        | Photo                                                |
| Lac Kir                                  | Lac artificiel sur l'Ouche                                                           | 37           | D905 | Statue du Grenadier du pont de l'Alma                                                            | Vue du lac Kir                                       |
| Jardin Darcy                             | Jardin public urbain de style néorenaissance aménagé par Henry Darcy au XIXe siècle. | 1            | Place Darcy | Reproduction de l'Ours de Pompon Bassin et fontaine Darcy                                        | Jardin Darcy                                         |
| Jardin de l'arquebuse                    | Jardin botanique municipal créé en 1833                                              | 5            | | Temple de l'Amour Muséum d'histoire naturelle Statue d'Aloysius Bertrand                         | Jardin botanique                                     |
| Jardin Jean de Berbisey                  |                                                                                      |              | 28 rue Sainte-Anne | Médaillon avec le portrait de Jean de Berbisey                                                   | Jardin Jean de Berbisey côté rue                     |
| Parc de la Colombière                    | Parc public du XIXe siècle.                                                          |              | Cours du Parc |                                                                                                  | Parc de la Colombière                                |
| Parc écologique de la Combe Saint-Joseph | Combe naturelle.                                                                     |              | Chemin de la Combe Saint-Joseph |                                                                                                  | Entrée du parc de la Combe Saint-Joseph              |
| Combe Billenois                          | Combe naturelle. La combe Billenois prolonge la combe Saint-Joseph.                  |              | | Anciennes carrières exploitées jusqu'au XIXe siècle, entièrement revégétalisées Source Billenois | Combe Billenois débouchant sur la Combe Saint-Joseph |
| Parc du ruisseau de la Fontaine d'Ouche  | Ruisseau de la Fontaine d'Ouche ou du Ruisseau de Larrey                             |              | | Source du ruisseau de la Fontaine d'Ouche                                                        | Source du ruisseau de la Fontaine d'Ouche            |
| Parc naturel de la Combe à la Serpent    | Zone naturelle                                                                       | 327          | Rue de la combe à la serpent | Parc de la Combe à la Serpent Rucher en pierre sèche Cadoles                                     | Parc de la Combe à la Serpent                        |
| Parc de la Combe Persil                  | Zone naturelle, anciens vergers et pelouse calcaire de type mésobromion              |              | Rue des Ecayennes | Murets en pierre sèche Cadoles Ancien puits                                                      | Parc de la Combe Persil                              |
| Parc de la Motte-Giron                   | Zone naturelle, pelouse calcaire de type mésobromion                                 |              | Chemin du fort de la Motte-Giron. | Fort de la Motte-Giron                                                                           | Mésobromion                                          |
| Parc du Château de Larrey                | Petit parc Urbain                                                                    | 0,1          | Avenue Gustave Eiffel | Ruine d'une porte du château                                                                     |                                                      |
| Parc des Coteaux du Suzon                | Jardin japonais de contemplation, de méditation et de repos.                         |              | Rue Robert-Delaunay | De jolis ponts, deux iles, des lanternes de pierre...                                            |                                                      |
| Promenade du Suzon                       | Une promenade le long du Suzon.                                                      |              | La promenade du Suzon débute à l'intersection avec la rue de Bruges et se termine au croisement avec l'avenue général Touzet du Vigier. |                                                                                                  |                                                      |
| Parc des Carrières Bacquin               | Anciennes carrières aménagées en 1976                                                | 5            | Rue des Marmuzots |                                                                                                  | Vue sur le jardin de rocailles                       |
| Square Jean Bouin                        | Square urbain à côté de l'Hôpital de Champmaillot                                    | 0.2          | Rue du Creux d'Enfer |                                                                                                  | Parc Jean Bouin en décembre                          |